# Sittaford-mysteriet
Sittaford-mysteriet er titlen på en roman af Agatha Christie, som blev udgivet i England i 1931 med originaltitlen The Sittaford Mystery. I USA udkom den som Murder at Hazelmoor. I Danmark findes den i flere udgaver, hvor den nyeste oversættelse er fra 2006 på Aschehoug.

## Plot
I denne roman deltager en håndfuld personer i en seance, hvor den clairvoyante bliver kontaktet af en person, som hævder, at han netop er afgået ved døden. Seancen foregår på heden ved Dartmoor, i en højt beliggende landsby, og de tilstedeværende er sneet inde, så det er ikke umiddelbart muligt at komme i kontakt med omverdenen; men den formodet afdødes gode ven begiver sig på vej til fods med flere timers vandring til vennens bopæl foran sig. Tre timer senere finder han vennen myrdet. 
Plottet følger 3 hovedlinjer:
- 1) Muligheden, at overnaturlige kræfter er på spil
- 2) Muligheden for, at en af deltagerne i seancen har en medsammensvoren i landsbyen
- 3) En undvegen fanges desperate flugt fra et nærtliggende fængsel

### Stedet
Handlingens udspring i Dartmoor, indhyllet i sne, med visse inspirationer fra gyser-genren kan lede tanken hen på Arthur Conan Doyle. Men hvis dette mysterium er inspireret af Baskerville´s hund, er plottet i alt fald vendt på hovedet.

### Opklaringen
Opklaringen foretages ikke af en af de sædvanlige detektiver, men af politibetjente, der dog må tåle en del indblanding fra Emily Trefusis, en ung eventyreske Typisk for Christie er et afgørende spor placeret tidligt i bogen, før mordet finder sted, og først lige før opklaringen sættes dette spor i perspektiv. Emily opklarer mordet, men i højere grad pga. sin nysgerrighed og stædighed end pga. sine detektiviske evner. 

## Anmeldelser
Sittaford – Mysteriet roses både for den usædvanligt levende beskrivelse af landskabet og den elegante blanding af klassisk kriminalroman og spændingsroman.

## Gengivelser
Romanen er med en del ændringer i plottet filmatiseret i en tv-serie med Geraldine McEwan i en af hovedrollerne som Miss Marple. Ikke blot Miss Marples tilstedeværelse, men også morderens identitet er en væsentlig afvigelse fra det oprindelige plot.